# Burg Mühlhausen/Thüringen
Die Burg Mühlhausen ist eine abgegangene Befestigungsanlage der Stadt Mühlhausen im heutigen Unstrut-Hainich-Kreis in Thüringen.

## Lage
Auf dem jetzigen Gelände des Busbahnhofs lag die Burganlage auf einer Fläche von etwa 1,5 Hektar, mit Gräben und Wasserläufen umgeben. Straßennamen erinnern an die ehemaligen Begrenzungen und auch zwei Tore sowie eine Zisterne. Größere archäologische Nachweise dieser Burganlage wurden bisher nicht gefunden, da dieser Stadtbereich von starken Umgestaltungen betroffen war.

## Geschichte
775 wurde die Stadt als „Molinhuso“ erstmals urkundlich erwähnt. Es kann aber auch durch Grabungen bewiesen werden, dass Mühlhausen als fränkische Siedlung in dieser Zeit schon eine Rolle spielte. Der karolingische Hof war vermutlich zunächst ohne größere Befestigungsanlagen ausgestattet.
974 war die Stadt ein ottonischer Königshof mit einer Pfalz. Kaiser Otto schenkte seiner Gemahlin verschiedene Besitzgüter, darunter die Reichsburg Mulinhusa. Viele Könige und Kaiser weilten hier mit Konrad dem Staufer, was den Rang des Ortes bestätigte. Kaiser Lothar III. söhnte sich hier 1135 mit Konrad dem Staufer aus. Innerhalb der Pfalzanlage wurde eine kleinere Burg errichtet. Im Kampf Heinrichs des Löwen mit Kaiser Friedrich I. Barbarossa begann der Welfe 1180 die Streitigkeiten. Die Zerstörung Mühlhausens war die Folge. Burg und Stadt wurden wieder aufgebaut. 1198 fand hier die Königswahl des Philipp von Schwaben statt. Die Burg wurde von mehreren Reichsministerialen geleitet. 1251 baute man zwischen Burg und Stadt eine Trennmauer. 1256 wurde die Burg zerstört und 1287 wiederaufgebaut. Bei der nächsten Zerstörung wurde die Burg nicht wieder aufgebaut.
Als Burggrafen wurden ab Ende des 12. Jahrhunderts die Grafen von Gleichen in der Reichsstadt und der Burg Mühlhausen vermutet, die bereits im benachbarten Eichsfeld als Grafen auf der Burg Gleichenstein wohnten. 1238 wird ein Graf Ernst als oberster Burgherr und Richter des Mühlhäuser Gebietes erwähnt („Ernestus die gracia prefectus in Mulhausen“). Darüber hinaus wurden im 12. und 13. Jahrhundert häufig Angehörige der Kämmerer von Mühlhausen (1180, 1223, 1257), Swicker von Mühlhausen (1219, 1231, 1256) und Schieferstein (1223) als Ritter und Ministeriale genannt, vermutlich waren sie blutsverwandt oder stammten aus einer Familie. In Urkunden kamen häufig Mitglieder regionaler Adelsfamilien (Ammern, Grabe, Körner, Seebach und weitere) als Zeugen vor, die auf der Burg als Burgmänner eingesetzt waren. 1289 erhielten Rudolf und Albert von Heilingen ein Burglehen.

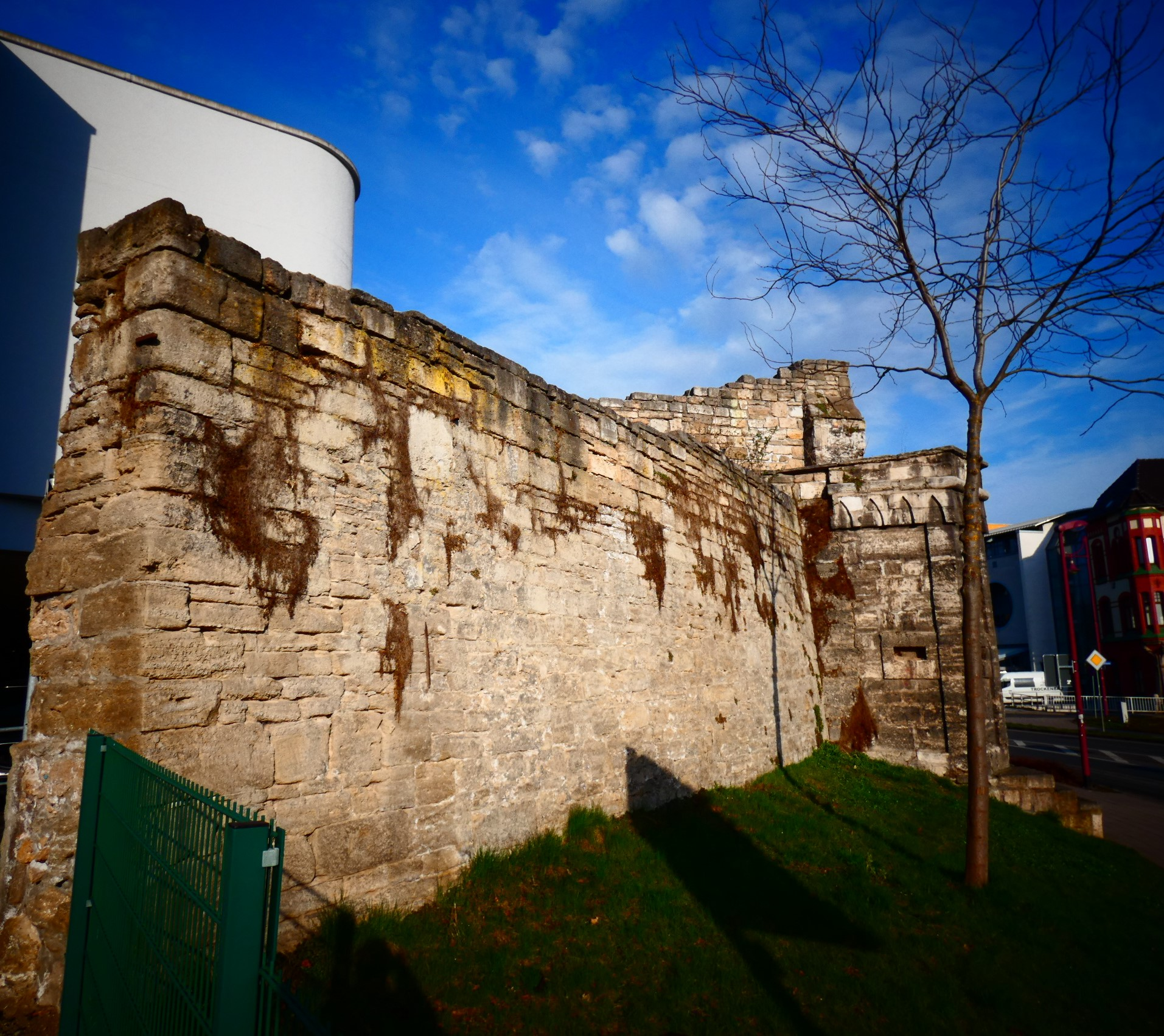
Bei der Befestigung „An der Burg“ handelt es sich vermutlich nicht um Reste der alten Burganlage

## Alt-Mühlhausen
Nördlich der fränkischen Pfalz und unmittelbar südlich der Unstrut, der heutigen Georgi-Vorstadt, befand sich die erste Besiedlung von Mühlhausen. Bei Ausgrabungen fand man Spuren aus dem 8. bis 10. Jahrhundert. Vermutlich haben hier die Dienstmannen und Bediensteten des karolingischen und späteren ottonischen Hofes gewohnt. 1180 wurde diese erste Stadt Mühlhausen zerstört. 1221 ist von einer Neustadt Mühlhausen die Rede, dem heutigen historischem Stadtzentrum. Vermutlich wurde die Stadt südlich der Burganlage wieder aufgebaut und mit einer Mauer umgeben. Im Jahr 1251 wurde ein Konrad von Altmühlhausen erwähnt, einem dort ansässigen Ministerialengeschlecht. 1271 wurde nochmals eine curia in Aldinmulhusen in einer Urkunde genannt.